# Partizanskaja (fiume)
La Partizanskaja (in russo Партизанская?) è un fiume della Russia estremo-orientale. Scorre nel Territorio del Litorale e sfocia nel golfo di Nachodka (mar del Giappone). Il fiume fino al 1850 si chiamava Ful'chė (Фульхэ) e Tarfun (Тарфун), poi, fino al 1972, Sučan (Суча́н). Prende il nome odierno dalla città di Partizansk che si trova nella sua valle.
Ha origine dai monti Partizanskij che si trovano nella parte meridionale del sistema montuoso Sichotė-Alin'. Il fiume fluisce con direzione sud-occidentale per tutto il suo corso. La valle del fiume è delimitata a est dai monti Partizanskij, a sud-ovest dai Livadijskij, a nord e nord-ovest dai monti Prževal'skij. Sfocia nella parte settentrionale del golfo di Nachodka, a est della città di Nachodka. La lunghezza del fiume è di 142 km, l'area del bacino è di 4 140 km².
Il fiume e i suoi affluenti hanno un carattere montuoso. Nel corso superiore l'alveo è moderatamente tortuoso. Il fondo è roccioso. Le sponde sono ripide, alte 1–5 m, ricoperte di foreste e arbusti. Nel medio corso, il canale è tortuoso, diviso in rami e canali.

## Ittiofauna
La Partizanskaja è ricca di pesce: 
- Cyprinidae:

Rhodeus sericeus, 3 specie di Phoxinus, Chanodichthys erythropterus, Tribolodon hakonensis, Tribolodon brandtii, carpa di Prussia, carpa comune, gobione dell'Amur
- Mugilidae:

Liza haematocheilus
- Gasterosteidae:

spinarello nordico, spinarello
- Osmeridae:

Osmerus mordax, Hypomesus nipponensis, Hypomesus japonicus
- Salmonidae:

Salvelinus, Salvelinus leucomaenis, Salvelinus malma, salmone rosa, salmone giapponese, salmone keta, Brachymystax
- Odontobutidae:

Perccottus glenii
- Channidae:

testa di serpente settentrionale
- Siluridae:

Silurus asotus
Sono presenti inoltre granchi, gamberi e lamprede (della superclasse Ciclostomi). Nella parte dell'estuario, in acque salmastre, si trovano l'Eleginus gracilis e diverse specie di ghiozzi e passere.